# Єфименко Тетяна Іванівна
Тетяна Іванівна Єфименко (нар. 5 грудня 1950, Рига) — український економіст, державний діяч, доктор економічних наук, професор, академік НАН України.

## Біографія
Народилася 5 грудня 1950 року в Ризі.
У 1972 році закінчила Ризький інститут цивільної авіації (спеціальність — «Економіка та організація повітряного транспорту»), також навчалася в аспірантурі Харківського інженерно-економічного інституту.
У 1984 році захистила кандидатську дисертацію на тему «Використання госпрозрахункових показників для прискорення впровадження нової техніки».
У 1991—1994 роках — комерційний директор «Запоріжтрансформатор», також у 1991—2003 роках викладала у ВНЗах Запоріжжя, зокрема очолювала кафедру економіки й організації народного господарства.
З 1995 по 1999 рік працювала начальником управління з питань економіки та власності Запорізької облдержадміністрації.
У 1999—2004 роках — голова Державної податкової адміністрації у Запорізькій області.
У 2003 році захистила докторську дисертацію на тему: «Податкове регулювання економічного розвитку».
З 2003 року працює в Міністерстві фінансів України, очолює департамент зведеного бюджету.
У 2005 році отримала вчене звання «професор».
У 2005—2006 роках — директор Науково-дослідного фінансового інституту при Міністерстві фінансів України, потім — радник, керівник групи радників першого віце-прем'єр-міністра України, секретаря Ради національної безпеки і оборони України.
З 2006 по 2008 та у 2010 році працювала заступником Міністра фінансів України.
У 2009—2010 роках — завідувач відділу управління економікою Державної установи «Інститут економіки та прогнозування НАН України».
З початку 2011 року — президент «Академії фінансового управління» Міністерства фінансів України.
З 2012 року — член-кореспондент НАН України, з 2018 — академік НАН України.

## Науковий доробок
Автор понад 100 наукових публікацій. Наукові дослідження стосуються державних фінансів, бюджетної та податкової політики, впровадження міжнародних стандартів бухгалтерського обліку та фінансової звітності.

## Нагороди
- Премія НАН України імені М. І. Туган-Барановського (2017)[1];
- орден княгині Ольги ІІІ ступеня (2004) — за вагомий особистий внесок у розвиток податкової служби України, забезпечення виконання завдань щодо мобілізації коштів до бюджетів усіх рівнів, високий професіоналізм[6];
- Почесна грамота Кабінету Міністрів України (2003) — за багаторічну сумлінну працю в системі державної служби, високий професіоналізм та з нагоди 10-ї річниці від дня заснування Науково-дослідного фінансового інституту при Міністерстві фінансів[7];
- Міжнародний орден Святого Станіслава IV ступеня (2001)[8];
- заслужений економіст України (2000)[9].